# 鬍短鬚石首魚
鬍短鬚石首魚為輻鰭魚綱鱸形目鱸亞目石首魚科短须石首鱼属的其中一種，分布東南太平洋區的智利Iquique海域，棲息在沿岸海域。